# Tim Foster
Tim Foster, född den 19 januari 1970 i Hillingdon i Storbritannien, är en brittisk roddare.
Han tog OS-guld i fyra utan styrman i samband med de olympiska roddtävlingarna 2000 i Sydney.